# Ý Nhi (nhà thơ)
Ý Nhi (sinh năm 1944) là một trong những nữ nhà thơ hiện đại nổi tiếng ở Việt Nam. Thơ của bà được dịch ra nhiều thứ tiếng và được các nhà nghiên cứu thơ phương Tây đánh giá là một trong những nhà thơ Việt Nam đương đại tiên phong sau Đổi mới.

## Tiểu sử
Bà tên thật là Hoàng Thị Ý Nhi, sinh tại thị xã Hội An tỉnh Quảng Nam trong một gia đình có truyền thống nho học. Bà là con gái lớn của giáo sư Hoàng Châu Ký, một người hoạt động cách mạng đồng thời là một nhà nghiên cứu về nghệ thuật tuồng. Bà lớn lên tại Hà Nội và tốt nghiệp cử nhân khoa Ngữ Văn, Đại học Tổng hợp Hà Nội năm 1968. Bà kết hôn với giáo sư Nguyễn Lộc, ông cũng là một nhà nghiên cứu về tuồng và là một trong những nhà sáng lập Trường Đại học Văn Hiến.

## Sự nghiệp
Bà nhận Giải thưởng Hội nhà văn Việt Nam năm 1985 với tác phẩm Người đàn bà ngồi đan. Cùng với Thanh Thảo, Nguyễn Duy, Ý Nhi thuộc thế hệ nhà thơ trưởng thành trong kháng chiến chống Mỹ nhưng thực sự nổi bật sau chiến tranh với những cách tân hiện đại, làm mới thơ Việt Nam về cả nội dung và hình thức. Thơ Ý Nhi giản dị mà đậm chất trí tuệ, giọng điệu thơ trầm lắng, suy tư, thiết tha mà chua xót. Với ngôn ngữ đậm chất triết luận, thơ Ý Nhi là sự ký thác sâu lắng của một trái tim không khi nào thôi khắc khoải trên hành trình đi tìm ý nghĩa cuộc đời. Bà cũng đã viết một số truyện ngắn rất đặc sắc và là một trong số ít nhà thơ nữ được sự đón nhận rộng rãi của công chúng. Bà còn là một người mê bóng đá cuồng nhiệt (truyện ngắn: Roy Evan rời bỏ Liverpool).
Bà đã từng là một nhà báo và cán bộ biên tập ở Nhà xuất bản Hội nhà văn chi nhánh phía Nam. Bà là hội viên Hội nhà văn Việt Nam cho tới năm 2002. Hiện nay bà sống và sáng tác tại Thành phố Hồ Chí Minh.
Nằm 2015, nhà thơ Hoàng Thị Ý Nhi đã được trao tặng giải thưởng văn học Thụy Điển Cikada. Giải thưởng được trao để vinh danh Ý Nhi vì "những bài thơ rất hay của bà đã bảo vệ cho tính bất khả xâm phạm của đời sống". Đây là lần đầu tiên một nhà thơ Việt Nam được trao giải thưởng cao quý này.
Tác phẩm đã xuất bản: 
- Nỗi nhớ con đường (thơ - in chung với Lâm Thị Mỹ Dạ), Nhà xuất bản Văn học 1984.
- Đến với dòng sông (thơ), Nhà xuất bản Tác phẩm mới 1978.
- Cây trong phố chờ trăng (thơ - in chung với Xuân Quỳnh), Nhà xuất bản Hà Nội 1981.
- Người đàn bà ngồi đan (thơ), Nhà xuất bản Tác phẩm mới 1985 -
- Ngày thường (thơ), Nhà xuất bản Đà Nẵng 1987
- Mưa tuyết (thơ), Nhà xuất bản Phụ nữ 1991
- Gương mặt (thơ), Nhà xuất bản Trẻ 1991
- Vườn (thơ), Nhà xuất bản Văn học 1998
- Thơ tuyển, Nhà xuất bản Hội Nhà văn 2000
- Ý Nhi tuyển tập, Nhà xuất bản Hội Nhà văn 2011
- Có gió chuông sẽ reo (truyện ngắn), Nhà xuất bản Trẻ 2014

## Đánh giá
| “                      | Thơ chị chiếm đầu bảng trong dòng thơ phái nữ phía Nam ở ta. Không nhiều du dương cảm xúc nhưng khác biệt ở chỗ nó nghĩ ngợi trở qua trở lại, nó lay thức người đọc. Thơ khiến ta thấu hiểu. Không mấy ai có thể bỏ qua, có thể thờ ơ với những nhân vật thơ của chị. Người đàn bà ngồi đan sống thế nào trong đời thực? Hình bóng của ai đây? Thường ra đó là câu hỏi dành cho nhân vật văn xuôi. Nhưng đây là thơ. Thơ của chị là của ý tứ của ngôn từ, thường ta ít thuộc được thơ tự do nhưng Ý Nhi, thơ chị, lại bất chợt đến với ta trong những lúc ta đơn độc... ...Ý Nhi làm được những việc rất khác biệt nhờ truyện ngắn. Chị đứng ở vị trí người đàn ông - hầu hết nhân vật - để có cơ hội bộc lộ hết những thông minh sắc sảo, vừa cứng cỏi vừa yếu đuối của con người. Truyện của chị ít tình huống phức tạp nhưng chật chội tâm trạng tâm thế. | ” |
| — Nhà văn Lê Minh Khuê | |   |

| “                              | Dù rất hiện đại về cả giọng điệu và hình thức, thơ Ý Nhi vẫn chất chứa sự nhẹ nhàng, im lặng và nỗi lòng của một người phụ nữ đã trải nghiệm những nỗi buồn sâu sắc trong cuộc đời. | ” |
| — Nhà thơ - dịch giả Nguyễn Đỗ | |   |